# جاستن ويليس
جاستن ويليس (بالإنجليزية: Justin Willis)‏ هو فنان قتال مختلط أمريكي، ولد في 9 يوليو 1987 في إيست بالو ألتو في الولايات المتحدة.

## وصلات خارجية
- جاستن ويليس على موقع يو إف سي (الإنجليزية)
- جاستن ويليس على موقع شيردوغ (الإنجليزية)
- جاستن ويليس على موقع IMDb (الإنجليزية)
- جاستن ويليس على موقع قاعدة بيانات الفيلم (الإنجليزية)